# دیدارهای فوتبال ایران و کره جنوبی
بازی فوتبال بین دو تیم ایران و کره‌جنوبی به عنوان یکی از مهمترین و حساس ترین بازی‌های ملی در سطح آسیا شناخته می‌شود.
این دو تیم تا به حال ۳۳ بار با هم بازی کرده‌اند که حاصل این بازیها ۱۳ برد برای ایران، ۱۰ برد برای کره‌جنوبی بوده و ۱۰ مساوی بوده است.
در این بازیها جمعاً ۷۰ گل به ثمر رسیده است که سهم ایران ۳۴ گل و سهم کره جنوبی ۳۶ می باشد.
قابل ذکر است که در مجموع جدالهای این دو تیم دو بار کار به ضربات پنالتی کشیده است که نتیجه هر دو بار، شکست ایران در ضربات پنالتی بوده است.
همچنین در سه بازی نتیجه بازی در وقتهای اضافه مشخص شده که یکبار ایران و دو بار کره‌جنوبی برنده بازی در وقتهای اضافه بوده است.

## بهترین برد
بهترین برد ایران در برابر کره‌جنوبی با نتیجه ۶ بر ۲ در جام ملتهای آسیا در سال ۱۹۹۶ به دست آمده است و همانطور که بالاتر گفته شد بهترین برد کره‌جنوبی در برابر ایران در اولین جدال این دو تیم با نتیجه ۵ بر ۰ در بازیهای آسیایی سال ۱۹۵۸ رقم خورده است.

## فاصله بین بردها
سه بازی اول بین این دو تیم با برتری کره‌جنوبی به پایان رسیده و سه بازی دوم را تیم ایران برده است ولی بیشترین برد متوالی مربوط به بازیهای ۲۶ تا ۲۹ میباشد که ایران موفق شد در چهار بازی متوالی تیم کره‌جنوبی را شکست بدهد
بیشترین فاصله‌ای که بین دو برد کره‌جنوبی افتاده است ۱۳ بازی میباشد که تیم کره‌جنوبی از بازی چهارم تا شانزدهم موفق به شکست دادن ایران نشد.(۱۰ برد برای ایران و۳  مساوی)
این تیم همچنین یکبار دیگر در ۷ بازی متوالی موفق به شکست دادن ایران نشده است (۴ برد برای ایران و ۳ مساوی)
بیشترین فاصله‌ای که بین دو برد ایران افتاده است چهار بازی است و دو بار دیگر هم در سه بازی ایران موفق به شکست دادن تیم کره‌جنوبی نشده است.

## بررسی کلی بازیها
| بردهای ایران    | ۱۳      |
| مساوی           | ۱۰      |
| بردهای کره‌جنوبی | ۱۰      |
| مجموع بازی‌ها    | ۳۳ بازی |

| گل‌های ایران    | ۳۴    |
| گل‌های کره‌جنوبی | ۳۶    |
| مجموع گل‌ها     | ۷۰ گل |

| بازی‌های برگزار شده در ایران      | ۸ بازی  |
| بازی‌های برگزار شده در کشور بی‌طرف | ۱۳ بازی |
| بازی‌های برگزار شده در کره‌جنوبی   | ۱۲ بازی |
| مجموع بازی‌ها                     | ۳۳ بازی |

## عنوان بازیها
| #   | عنوان بازی              | تعداد بازی | برد ایران | برد کره‌جنوبی | مساوی |
| --- | ----------------------- | ---------- | --------- | ------------ | ----- |
| ۱   | مقدماتی جام جهانی       | ۱۱         | ۳         | ۲            | ۶     |
| ۲   | جام ملتهای آسیا         | ۷          | ۳         | ۳            | ۱     |
| ۳   | بازیهای المپیک آسیایی   | ۶          | ۳         | ۲            | ۱     |
| ۴   | دوستانه                 | ۷          | ۳         | ۳            | ۱     |
| ۵   | مقدماتی جام ملتهای آسیا | ۲          | ۱         | ۰            | ۱     |
| جمع | جمع                     | ۳۳         | ۱۳        | ۱۰           | ۱۰    |

| عملکرد دو تیم در بازیهای رسمی | عملکرد دو تیم در بازیهای رسمی | عملکرد دو تیم در بازیهای رسمی | عملکرد دو تیم در بازیهای رسمی |
| ----------------------------- | ----------------------------- | ----------------------------- | ----------------------------- |
| بازی                          | برد ایران                     | برد کره‌جنوبی                  | مساوی                         |
| ۲۶ بازی                       | ۱۰ بازی                       | ۷ بازی                        | ۹ بازی                        |

## میزبان و میهمان
| بازیهایی که در ایران برگزار شده است       | بازیهایی که در ایران برگزار شده است | بازیهایی که در ایران برگزار شده است | بازیهایی که در ایران برگزار شده است |
| تیم                                       | برد                                 | مساوی                               | باخت                                |
| ----------------------------------------- | ----------------------------------- | ----------------------------------- | ----------------------------------- |
| ایران                                     | ۵                                   | ۳                                   | ۰                                   |
| کرهٔ جنوبی                                 | ۰                                   | ۳                                   | ۵                                   |
| بازیهایی که در کره‌جنوبی برگزار شده است    |                                     |                                     |                                     |
| تیم                                       | برد                                 | مساوی                               | باخت                                |
| ایران                                     | ۳                                   | ۶                                   | ۳                                   |
| کرهٔ جنوبی                                 | ۳                                   | ۶                                   | ۳                                   |
| بازیهایی که در کشوری بی‌طرف برگزار شده است |                                     |                                     |                                     |
| تیم                                       | برد                                 | مساوی                               | باخت                                |
| ایران                                     | ۵                                   | ۱                                   | ۷                                   |
| کرهٔ جنوبی                                 | ۷                                   | ۱                                   | ۵                                   |

## فهرست کلی بازی‌ها
| #  | تاریخ      | شهر / ورزشگاه                         | نتیجه بازی                  | عنوان بازیها                 | گلزنان                                                                                    |
| -- | ---------- | ------------------------------------- | --------------------------- | ---------------------------- | ----------------------------------------------------------------------------------------- |
| ۳۳ | ۱۴۰۱/۱/۴   | سئول، کره‌جنوبی، جام جهانی سئول        | کره جنوبی ۲ - ۰ ایران       | مقدماتی جام جهانی ۲۰۲۲       | یونگ-گوون (۶۳) – هیونگ مین (۲+۴۵)                                                         |
| ۳۲ | ۱۴۰۰/۷/۲۰  | تهران، ایران، آزادی                   | ایران ۱ - ۱ کره‌جنوبی        | مقدماتی جام جهانی ۲۰۲۲       | جهانبخش (۷۶) ** هیونگ مین (۴۸)                                                            |
| ۳۱ | ۱۳۹۸/۳/۲۱  | سئول، کره‌جنوبی، و. جام جهانی          | کره جنوبی ۱ - ۱ ایران       | بازی دوستانه                 | یونگ-گوون (۶۲)(گل به خودی) ** یی جو (۵۸)                                                  |
| ۳۰ | ۱۳۹۶/۶/۹   | سئول، کره‌جنوبی، و. جام جهانی          | کره جنوبی ۰ - ۰ ایران       | مقدماتی جام جهانی ۲۰۱۸       | [ ۱۰ ]                                                                                    |
| ۲۹ | ۱۳۹۵/۷/۲۰  | تهران، ایران، آزادی                   | ایران ۱ - ۰ کره‌جنوبی        | مقدماتی جام جهانی ۲۰۱۸       | آزمون (۲۵)                                                                                |
| ۲۸ | ۱۳۹۳/۸/۲۷  | تهران، ایران، آزادی                   | ایران ۱ - ۰ کره‌جنوبی        | بازی دوستانه                 | آزمون (۸۲)                                                                                |
| ۲۷ | ۱۳۹۲/۳/۲۸  | اولسان، کره‌جنوبی، اولسان مونسو        | کره جنوبی ۰ - ۱ ایران       | مقدماتی جام جهانی ۲۰۱۴       | قوچان‌نژاد (۶۰)                                                                            |
| ۲۶ | ۱۳۹۱/۷/۲۵  | تهران، ایران، آزادی                   | ایران ۱ - ۰ کره‌جنوبی        | مقدماتی جام جهانی ۲۰۱۴       | نکونام (۷۴)                                                                               |
| ۲۵ | ۱۳۸۹/۱۱/۲  | دوحه، قطر، سحیم بن حمد                | ایران ۰ - ۱ کره‌جنوبی        | جام ملت‌های آسیا ۲۰۱۱         | بیت-گارام (۱۰۵)                                                                           |
| ۲۴ | ۱۳۸۹/۶/۱۶  | سئول، کره‌جنوبی، و. جام جهانی          | کره جنوبی ۰ - ۱ ایران       | بازی دوستانه                 | شجاعی (۳۵)                                                                                |
| ۲۳ | ۱۳۸۸/۳/۲۷  | سئول، کره‌جنوبی، و. جام جهانی          | کره جنوبی ۱ - ۱ ایران       | مقدماتی جام جهانی ۲۰۱۰       | شجاعی (۵۱) ** جی سونگ (۸۰)                                                                |
| ۲۲ | ۱۳۸۷/۱۱/۲۳ | تهران، ایران، آزادی                   | ایران ۱ - ۱ کره‌جنوبی        | مقدماتی جام جهانی ۲۰۱۰       | نکونام (۸۲) ** جی سونگ (۵۸)                                                               |
| ۲۱ | ۱۳۸۶/۴/۳۱  | کوالالامپور، مالزی، و. ملی بوکیت جلیل | ایران ۰(۲) - (۴)۰ کره‌جنوبی  | جام ملت‌های آسیا ۲۰۰۷         | پنالتی‌های ایران: زندی و عنایتی (گل) – مهدوی‌کیا و خطیبی (×)                                |
| ۲۰ | ۱۳۸۵/۸/۲۴  | تهران، ایران، آزادی                   | ایران ۲ - ۰ کره‌جنوبی        | مقدماتی جام ملت‌های آسیا ۲۰۰۷ | عنایتی (۴۸) – بادامکی (۹۰)                                                                |
| ۱۹ | ۱۳۸۵/۶/۱۱  | سئول، کره‌جنوبی، و. جام جهانی          | کره جنوبی ۱ - ۱ ایران       | مقدماتی جام ملت‌های آسیا ۲۰۰۷ | هاشمیان (۳+۹۰) ** کی هیون (۲+۴۵)                                                          |
| ۱۸ | ۱۳۸۴/۷/۲۰  | سئول، کره‌جنوبی، و. جام جهانی          | کره جنوبی ۲ - ۰ ایران       | بازی دوستانه                 | ون هی (۱) – کیو (۹۰)                                                                      |
| ۱۷ | ۱۳۸۳/۵/۱۰  | جینان، چین، و. شاندونگ                | ایران ۴ - ۳ کره‌جنوبی        | جام ملت‌های آسیا ۲۰۰۴         | کریمی (۱۰و۲۰و۷۷) – ساب (۵۱) (گل به خودی) کی هیون (۱۶) – دونگ-گوک (۲۵) – نام آیل (۶۸)      |
| ۱۶ | ۱۳۸۰/۲/۴   | قاهره، مصر، بین‌المللی قاهره           | ایران ۰ - ۱ کره‌جنوبی        | بازی دوستانه - جام ال‌جی ۲۰۰۱ | دوو هوون (۶ – پ)                                                                          |
| ۱۵ | ۱۳۷۹/۸/۲   | طرابلس، لبنان، بین‌المللی المپیک       | ایران ۱ - ۲ کره‌جنوبی        | جام ملت‌های آسیا ۲۰۰۰         | باقری (۹۰) ** سانگ (۹۰) – دونگ-گوک (۹۹) گل دوم تیم کره‌جنوبی گل طلایی بود                  |
| ۱۴ | ۱۳۷۵/۹/۲۶  | دبی، امارات، آل مکتوم                 | ایران ۶ - ۲ کره‌جنوبی        | جام ملت‌های آسیا ۱۹۹۶         | باقری (۳۱) – عزیزی (۵۱) – دایی (۶۶ و ۷۷ و ۸۱ و ۸۹) کیم دوو هوون (۱۱) – شین تائه-یونگ (۳۴) |
| ۱۳ | ۱۳۷۲/۷/۲۴  | دوحه، قطر، بین‌المللی خلیفه            | ایران ۰ - ۳ کره‌جنوبی        | مقدماتی جام جهانی ۱۹۹۴       | جونگ بائه (۱۸) – سئوک جوو (۷۹) – جونگ وون (۸۱)                                            |
| ۱۲ | ۱۳۶۹/۷/۱۱  | پکن، چین، کارگران                     | ایران ۱ - ۰ کره‌جنوبی        | بازی‌های آسیایی ۱۹۹۰          | سیروس قایقران (۱۰۷)                                                                       |
| ۱۱ | ۱۳۶۷/۹/۲۰  | دوحه، قطر، حمد بن خلیفه               | ایران ۰ - ۳ کره‌جنوبی        | جام ملت‌های آسیا ۱۹۸۸         | بویانگ جوو (۲۶ و ۵۷) – سان-هونگ (۴۲)                                                      |
| ۱۰ | ۱۳۶۵/۷/۹   | بوسان، کره‌جنوبی، بوسان گودئوک         | کره جنوبی ۱(۵) - (۴)۱ ایران | بازی‌های آسیایی ۱۹۸۶          | کریم باوی (۸۴) – چانگ سان (۳۴)                                                            |
| ۹  | ۱۳۶۱/۹/۲   | دهلی نو، هند، جواهر لعل نهرو          | ایران ۱ - ۰ کره‌جنوبی        | بازی‌های آسیایی ۱۹۸۲          | حمید درخشان (۴۷)                                                                          |
| ۸  | ۱۳۵۶/۸/۲۰  | تهران، ایران، آریامهر                 | ایران ۲ - ۲ کره‌جنوبی        | مقدماتی جام جهانی ۱۹۷۸       | حسن روشن (۵۲ و ۶۸) ** لی هیون موو (۲۸ و ۸۸)                                               |
| ۷  | ۱۳۵۶/۴/۱۲  | بوسان، کره‌جنوبی، بوسان گودئوک         | کره جنوبی ۰ - ۰ ایران       | مقدماتی جام جهانی ۱۹۷۸       | [ ۳۳ ]                                                                                    |
| ۶  | ۱۳۵۳/۶/۲۰  | تهران، ایران، آریامهر                 | ایران ۲ - ۰ کره‌جنوبی        | بازی‌های آسیایی ۱۹۷۴          | مظلومی (۷۴ و ۹۰)                                                                          |
| ۵  | ۱۳۵۱/۲/۲۹  | بانکوک، تایلند، و. ملی تایلند         | ایران ۲ - ۱ کره‌جنوبی        | جام ملت‌های آسیا ۱۹۷۲         | جباری (۴۸) – کلانی (۱۰۸) ** لی چون پارک (۶۵)                                              |
| ۴  | ۱۳۵۰/۶/۲۱  | سئول، کره‌جنوبی، مونیسیپال             | کره جنوبی ۰ - ۲ ایران       | بازی دوستانه                 | خورشیدی (۳۵) – هوو کیم این (۴۰–گل به خودی)                                                |
| ۳  | ۱۳۵۰/۶/۱۹  | سئول، کره‌جنوبی، مونیسیپال             | کره جنوبی ۲ - ۰ ایران       | بازی دوستانه                 | کیو پونگ چونگ (۸) – یای چون پارک (۱۲)                                                     |
| ۲  | ۱۳۴۹/۹/۲۰  | بانکوک، تایلند، تاروا استادیوم        | ایران ۰ - ۱ کره‌جنوبی        | بازی‌های آسیایی ۱۹۷۰          | هوی تائک لی (۵۳)                                                                          |
| ۱  | ۱۳۳۷/۳/۷   | توکیو، ژاپن، و. فوتبال توکیو          | ایران ۰ - ۵ کره‌جنوبی        | بازی‌های آسیایی ۱۹۵۸          | سو نام لی (۶) – یانگ جین کیم (۳۳) – جونگ شیک مون (۵۰) جونگ مین چوی (۵۳) – سانگ ون وو (۸۴) |

## گلزنان
کلا ۱۹ بازیکن ایرانی با پیراهن تیم ملی ایران موفق به زدن گل به تیم کره‌جنوبی شده‌اند که علی دایی با زدن ۴ گل بهترین گلزن ایران در تاریخ جدالهای تیم ملی ایران و تیم ملی کره‌جنوبی میباشد. برای تیم کره‌جنوبی نیز ۲۶ بازیکن مختلف گلزنی کرده‌اند که با برای معرفی بهترین گلزن کره‌ایها باید از شش بازیکنی اسم ببریم که دو بار موفق به گلزنی در برابر ایران شده‌اند

### گلزنان تیم ملی ایران
- ۴ گل: علی دایی
- ۳ گل: علی کریمی
- ۲ گل: سردار آزمون – مسعود شجاعی – جواد نکونام – کریم باقری – حسن روشن – غلامحسین مظلومی
- ۱ گل: علیرضا جهانبخش – رضا قوچان‌نژاد – حسین بادامکی – غلامرضا عنایتی – وحید هاشمیان – خداداد عزیزی
سیروس قایقران – کریم باوی – حمید درخشان – حسین کلانی – علی جباری – علیرضا خورشیدی
  - سه گل ایران نیز توسط بازیکنان کره‌جنوبی به ثمر رسیده است (هوو کیم این – پارک جین ساب – کیم یونگ-گوون )

### گلزنان تیم ملی کره‌جنوبی
- ۲ گل: سون هیونگ-مین – پارک جی سونگ – سئول کی هیون – لی دونگ-گوک – کیم دوو هوون – لی هیون موو – بون بویانگ جوو
- ۱ گل: هانگ یی جو – یون بیت-گارام – کو ون هی – کیم جین کیو – کیم نام آیل – کیم سانگ سیک
شین تائه-یونگ – پارک جونگ بائه – ها سئوک جوو – کو جونگ وون – هوانگ سان-هونگ
پارک چانگ سان – لی چون پارک – کیو پونگ چونگ – یای چون پارک – هوی تائک لی
سو نام لی – یانگ جین کیم – جونگ شیک مون – جونگ مین چوی – سانگ ون وو